# Otto Abel
Otto Abel (n. 24 octombrie 1905, Berlin, d. 21 septembrie 1977, Tettnang, Baden-Württemberg) a fost un cantor, organist, compozitor și muzicolog german.
Timp de 40 de ani (1930-1940) a fost cantor și organist la biserica evanghelică "Immanuel" (Immanuelkirche) din Berlin-Prenzlauer Berg (Pankow). Din 1959 a fost în același timp director muzical (Landeskirchenmusikdirektor) al bisericilor evanghelice din Berlin-Brandenburg, regiunea est, iar din 1956 a fost lector la editura bisericilor evaghelice din Berlinul de Est. Este cunoscut ca autorul mai multor căntece  din culegerea de cântece folostă azi în biserica evanghelică (Evangelisches Gesangbuch). Este de asemenea autor și colaborator la mai multe lucrări publicate în domeniul muzicii bisericești.

## Lucrări
- Hört der Engel helle Lieder  EG 54
- Von guten Mächten treu und still umgeben  EG 65
- Ich hebe meine Augen auf